# Barłożnia Wolsztyńska
Barłożnia Wolsztyńska – wieś w Polsce położona w województwie wielkopolskim, w powiecie wolsztyńskim, w gminie Wolsztyn.

## Historia
Miejscowość pierwotnie związana była z Wielkopolską. Powstała w XVI wieku. Pierwotnie pod nazwą Barłożna odnotowywano las oraz strugę, lewy dopływ rzeki Dojcy w okolicy Starego i Nowego Młyna, na północ od Wolsztyna. Pierwszy zapis z 1513 Barloszna, 1563 Barlozna albo Wesbina (czyli Bałożnia lub Wiążbina), 1750 Barlozna. Później w tej okolicy powstały leśniczówka Barłożna oraz osady Barłożna Wolsztyńska i Barłożnia Gościeszyńska.
Lasy były własnością szlachecką należącą do lokalnej szlachty wielkopolskiej. W 1513 Jan Tłocki pozywał Annę Siekowską o to, że rozkazała wszystkim kmieciom z Głodna jechać do lasu o nazwie Barłożna, położonego we wsi Rostarzewo, wyciąć drzewa i zawieźć je do Głodna, przez co poczynili szkody na kwotę 40 grzywien. Pozwana temu zaprzeczyła, a finał sprawy jest nieznany. W 1513 lasy te oraz miejscowości leżały w powiecie kościańskim Korony Królestwa Polskiego.
W 1563 nazwa Barłożna po raz kolejny pojawia się w źródłach i dotyczny sporu sądowego pomiędzy Jakubem Iłowieckim wraz z synami właścicielami Nowego Młyna, oraz Stanisławem, Bernardem, Gabrielem, Baltazarem i Janem Tłockimi właścicielami Starego Młyna. Strony zawarły ugodę dotyczącą swych młynów. W ugodzie tej wspomniano m.in. strugę zwaną Barlozna albo Wesbina, która wpadała pierwotnym łożyskiem do stawu ku Staremu Młynowi ale została zastawiona przez groblę, a dalej Iłowieccy powyżej tego młyna wielkim rowem skierowali tę strugę do rzeki Dojcy aby zwiększyć nurt płynący na koła Nowego Młyna. Sąd orzekł, że Iłowieckim nie wolno tamować spływu wody tym rowem, chyba żeby chcieli puścić strugę starym łożyskiem.
W wyniku II rozbioru Rzeczypospolitej w 1793, miejscowość przeszła w posiadanie Prus i jak cała Wielkopolska znalazła się w zaborze pruskim. W okresie Wielkiego Księstwa Poznańskiego (1815-1848) miejscowość wzmiankowana jako Barłożna należała do wsi mniejszych w ówczesnym powiecie babimojskim. Barłożna należała do wolsztyńskiego okręgu policyjnego tego powiatu i stanowiła część majątku Komorowo (część Wolsztyna), który należał do A. Gajewskiego. Według spisu urzędowego z 1837 roku Barłożna liczyła 34 mieszkańców, którzy zamieszkiwali 6 dymów (domostw).
Do Barłożni Wolsztyńskiej przynależy przysiółek Ruchocki Młyn.